# Fallon Station
Fallon Station és una concentració de població designada pel cens dels Estats Units a l'estat de Nevada. Segons el cens del 2000 tenia 1.265 habitants.

## Demografia
Segons el cens del 2000, Fallon Station tenia 1.265 habitants, 358 habitatges, i 357 famílies La densitat de població era de 196,72 habitants per km².
Dels 358 habitatges en un 83,2% hi vivien nens de menys de 18 anys, en un 93,9% hi vivien parelles casades, en un 4,5% dones solteres, i en un 0,3% no eren unitats familiars. En el 0,0% dels habitatges hi vivien persones soles el 0,0% de les quals corresponia a persones de 65 anys o més que vivien soles. El nombre mitjà de persones vivint en cada habitatge era de 3,53 i el nombre mitjà de persones que vivien en cada família era de 3,51.
Per edats la població es repartia de la següent manera: un 43,6% tenia menys de 18 anys, un 12,6% entre 18 i 24, un 42,3% entre 25 i 44, un 1,4% de 45 a 64 i un 0,1% 65 anys o més.
L'edat mediana era de 22,2 anys. Per cada 100 dones hi havia 102,08 homes. Per cada 100 dones de 18 o més anys hi havia 98,61 homes.
La renda mediana per habitatge era de 34.236 $ i la renda mediana per família de 31.688 $. Els homes tenien una renda mediana de 26.230 $ mentre que les dones 21.290 $. La renda per capita de la població era d'11.719 $. Aproximadament el 2,5% de les famílies i el 4,7% de la població estaven per davall del llindar de pobresa.

## Poblacions més properes
El següent diagrama mostra les poblacions més properes.